# Robert Cvek
Robert Cvek (ur. 6 stycznia 1979 w Karniowie) – czeski szachista, arcymistrz od 2007 roku.

## Kariera szachowa
Pierwsze znaczące sukcesy zaczął odnosić na początku lat 90. XX wieku. W 1993 r. triumfował w mistrzostwach Czech juniorów do lat 14, podzielił II-IV m. (za Eraldem Dervishim) w mistrzostwach Europy juniorów w tej samej kategorii wiekowej, rozegranych w Szombathely, a w następnym roku zdobył w Světli nad Sázavou tytuł mistrza kraju w grupie do lat 16. W 1996 r. odniósł kolejny sukces, dzieląc III-VI m. (za Michaiłem Kobaliją i Rusłanem Ponomariowem) w  mistrzostwach Europy do lat 18 w Rimavskiej Sobocie, natomiast w 1999 zdobył kolejny tytuł mistrza Czech juniorów, tym razem w kategorii do 20 lat.
W 2004 r. zwyciężył (wspólnie z Jirim Lechtynskim i Markiem Vokacem) w Havlíčkůvym Brodzie. W tym i kolejnych dwóch latach wypełnił trzy normy na tytuł arcymistrza (w Pardubicach oraz dwukrotnie w Brnie). W 2006 r. zadebiutował w narodowej reprezentacji na szachowej olimpiadzie w Turynie. W 2010 r. podzielił I m. (wspólnie z Marianem Jurcikiem, Evą Repkovą i Arkadiuszem Leniartem) w otwartych mistrzostwach Słowacji w Bańskiej Szczawnicy.
Najwyższy ranking w karierze osiągnął 1 maja 2012 r., z wynikiem 2563 zajmował wówczas 6. miejsce wśród czeskich szachistów.